# Tour de France 2023
110. ročník etapového cyklistického závodu Tour de France se konal mezi 1. a 23. červencem 2023 ve Francii a Španělsku. Celkovým vítězem závodu se stal druhý rok v řadě Dán Jonas Vingegaard z týmu Team Jumbo–Visma.
Závod byl součástí UCI World Tour 2023 na úrovni 2.UWT a byl dvacátým pátým závodem tohoto seriálu.

## Týmy
Závodu se zúčastnilo všech 18 UCI WorldTeamů, které byly automaticky pozvány a byly povinny se zúčastnit, a 4 UCI ProTeamy. Týmy Lotto–Dstny a Team TotalEnergies také dostaly automatickou pozvánku jako 2 nejlepší UCI ProTeamy sezóny 2022. V lednu 2023 pak organizátor závodu Amaury Sport Organisation oznámil 2 týmy, které se závodu zúčastnily na divokou kartu: Israel–Premier Tech a Uno-X Pro Cycling Team. Všechny týmy přijely s osmi jezdci, celkem se tak na start postavilo 176 závodníků. Do cíle na Champs-Élysées dojelo 150 z nich.
UCI WorldTeamy
- AG2R Citroën Team
- Alpecin–Deceuninck
- Arkéa–Samsic
- Astana Qazaqstan Team
- Bora–Hansgrohe
- Cofidis
- EF Education–EasyPost
- Groupama–FDJ
- Ineos Grenadiers
- Intermarché–Circus–Wanty
- Lidl–Trek
- Movistar Team
- Soudal–Quick-Step
- Team Bahrain Victorious
- Team dsm–firmenich
- Team Jayco–AlUla
- Team Jumbo–Visma
- UAE Team Emirates

UCI ProTeamy
- Israel–Premier Tech
- Lotto–Dstny
- Team TotalEnergies
- Uno-X Pro Cycling Team

## Trasa a etapy
V lednu 2022 oznámil organizátor Tour de France, Amaury Sport Organisation, že se Grand Départ ročníku 2023 uskuteční ve španělském autonomním společenství Baskicko. Zároveň bylo oznámeno, že start úvodní etapy bude v Bilbau. Grand Départ se do Španělska vrátil po 31 letech, v roce 1992 se začínalo v San Sebastianu. V říjnu 2022 představil ředitel závodu Christian Prudhomme kompletní trasu. Poprvé od roku 1988 se Tour de France podívala na Puy de Dôme a závod obsahoval celkem pouze 22 km časovek, což je nejmenší počet časovkářských kilometrů od ročníku 2015.
| Etapa         | Datum         | Trasa                                              | Vzdálenost    | Typ           | Typ                  | Vítěz                    | Ref           |
| ------------- | ------------- | -------------------------------------------------- | ------------- | ------------- | -------------------- | ------------------------ | ------------- |
| 1             | 1. července   | Bilbao (Španělsko)                                 | 182 km        |               | Středně těžká etapa  | Adam Yates (GBR)         | [ 10 ]        |
| 2             | 2. července   | Vitoria-Gasteiz – San Sebastián (Španělsko)        | 209 km        |               | Středně těžká etapa  | Victor Lafay (FRA)       | [ 11 ]        |
| 3             | 3. července   | Amorebieta-Etxano (Španělsko) – Bayonne            | 193,5 km      |               | Rovinatá etapa       | Jasper Philipsen (BEL)   | [ 12 ]        |
| 4             | 4. července   | Dax – Nogaro                                       | 182 km        |               | Rovinatá etapa       | Jasper Philipsen (BEL)   | [ 13 ]        |
| 5             | 5. července   | Pau – Laruns                                       | 163 km        |               | Horská etapa         | Jai Hindley (AUS)        | [ 14 ]        |
| 6             | 6. července   | Tarbes – Cauterets                                 | 145 km        |               | Horská etapa         | Tadej Pogačar (SLO)      | [ 15 ]        |
| 7             | 7. července   | Mont-de-Marsan – Bordeaux                          | 170 km        |               | Rovinatá etapa       | Jasper Philipsen (BEL)   | [ 16 ]        |
| 8             | 8. července   | Libourne – Limoges                                 | 201 km        |               | Zvlněná etapa        | Mads Pedersen (DEN)      | [ 17 ]        |
| 9             | 9. července   | Saint-Léonard-de-Noblat – Puy de Dôme              | 182,5 km      |               | Horská etapa         | Michael Woods (CAN)      | [ 18 ]        |
|               | 10. července  | Clermont-Ferrand                                   | Den odpočinku | Den odpočinku | Den odpočinku        | Den odpočinku            | Den odpočinku |
| 10            | 11. července  | Vulcania – Issoire                                 | 167,5 km      |               | Středně těžká etapa  | Pello Bilbao (ESP)       | [ 19 ]        |
| 11            | 12. července  | Clermont-Ferrand – Moulins                         | 180 km        |               | Rovinatá etapa       | Jasper Philipsen (BEL)   | [ 20 ]        |
| 12            | 13. července  | Roanne – Belleville-en-Beaujolais                  | 169 km        |               | Středně těžká etapa  | Jon Izagirre (ESP)       | [ 21 ]        |
| 13            | 14. července  | Châtillon-sur-Chalaronne – Grand Colombier         | 138 km        |               | Horská etapa         | Michał Kwiatkowski (POL) | [ 22 ]        |
| 14            | 15. července  | Annemasse – Portes du Soleil                       | 152 km        |               | Horská etapa         | Carlos Rodríguez (ESP)   | [ 23 ]        |
| 15            | 16. července  | Portes du Soleil – Saint-Gervais Mont Blanc        | 179 km        |               | Horská etapa         | Wout Poels (NED)         | [ 24 ]        |
|               | 17. července  | Saint-Gervais Mont Blanc                           | Den odpočinku | Den odpočinku | Den odpočinku        | Den odpočinku            | Den odpočinku |
| 16            | 18. července  | Passy – Combloux                                   | 22,4 km       |               | Individuální časovka | Jonas Vingegaard (DEN)   | [ 25 ]        |
| 17            | 19. července  | Saint-Gervais Mont Blanc – Courchevel              | 166 km        |               | Horská etapa         | Felix Gall (AUT)         | [ 26 ]        |
| 18            | 20. července  | Moûtiers – Bourg-en-Bresse                         | 185 km        |               | Rovinatá etapa       | Kasper Asgreen (DEN)     | [ 27 ]        |
| 19            | 21. července  | Moirans-en-Montagne – Poligny                      | 173 km        |               | Zvlněná etapa        | Matej Mohorič (SLO)      | [ 28 ]        |
| 20            | 22. července  | Belfort – Le Markstein                             | 133,5 km      |               | Horská etapa         | Tadej Pogačar (SLO)      | [ 29 ]        |
| 21            | 23. července  | Saint-Quentin-en-Yvelines – Paříž (Champs-Élysées) | 115 km        |               | Rovinatá etapa       | Jordi Meeus (BEL)        | [ 2 ]         |
| Celková délka | Celková délka | Celková délka                                      | 3404 km       | 3404 km       | 3404 km              | 3404 km                  | 3404 km       |

## Shrnutí závodu

### Grand Départ

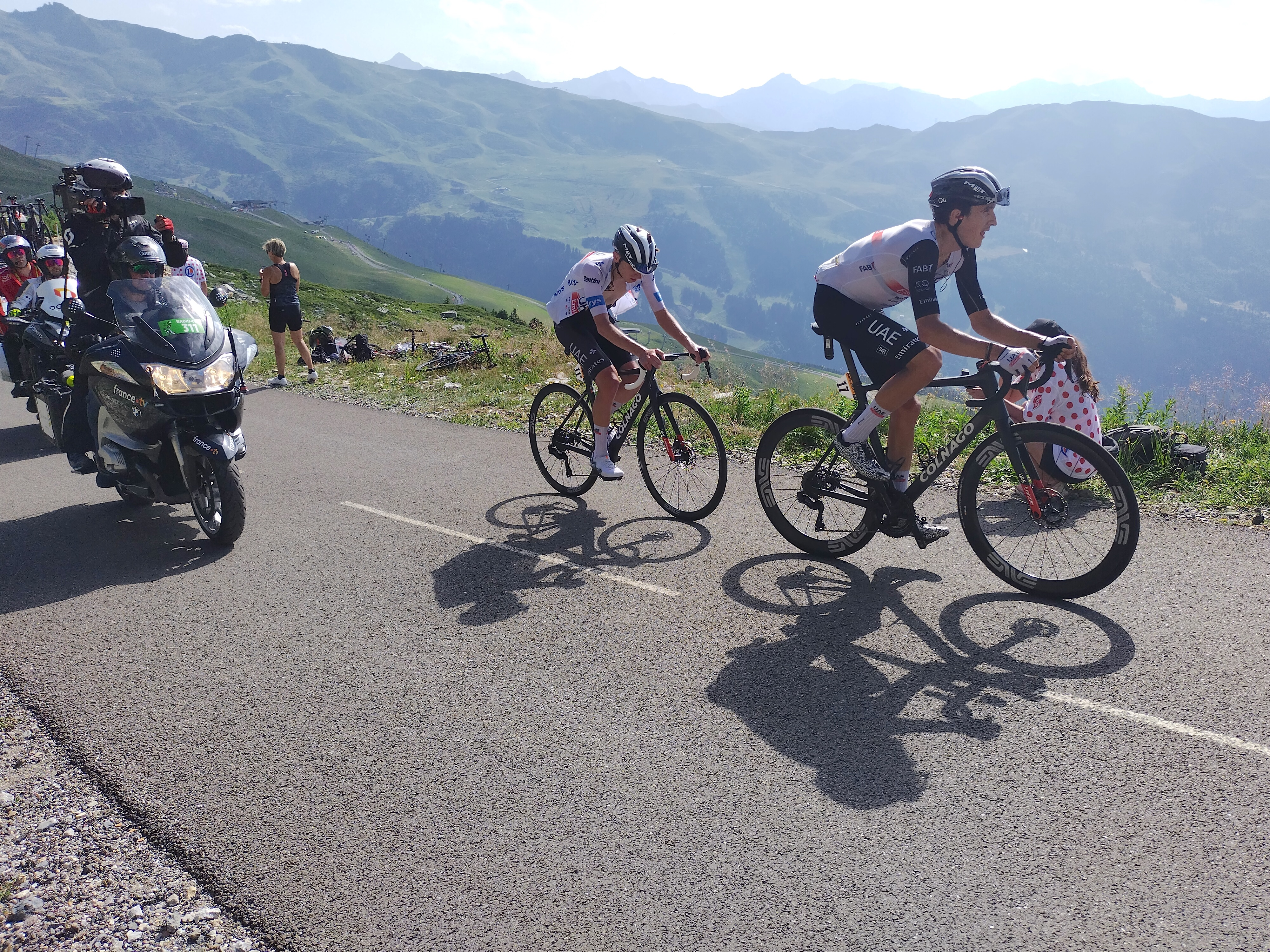
Tadej Pogačar na Col de la Loze v 17. etapě

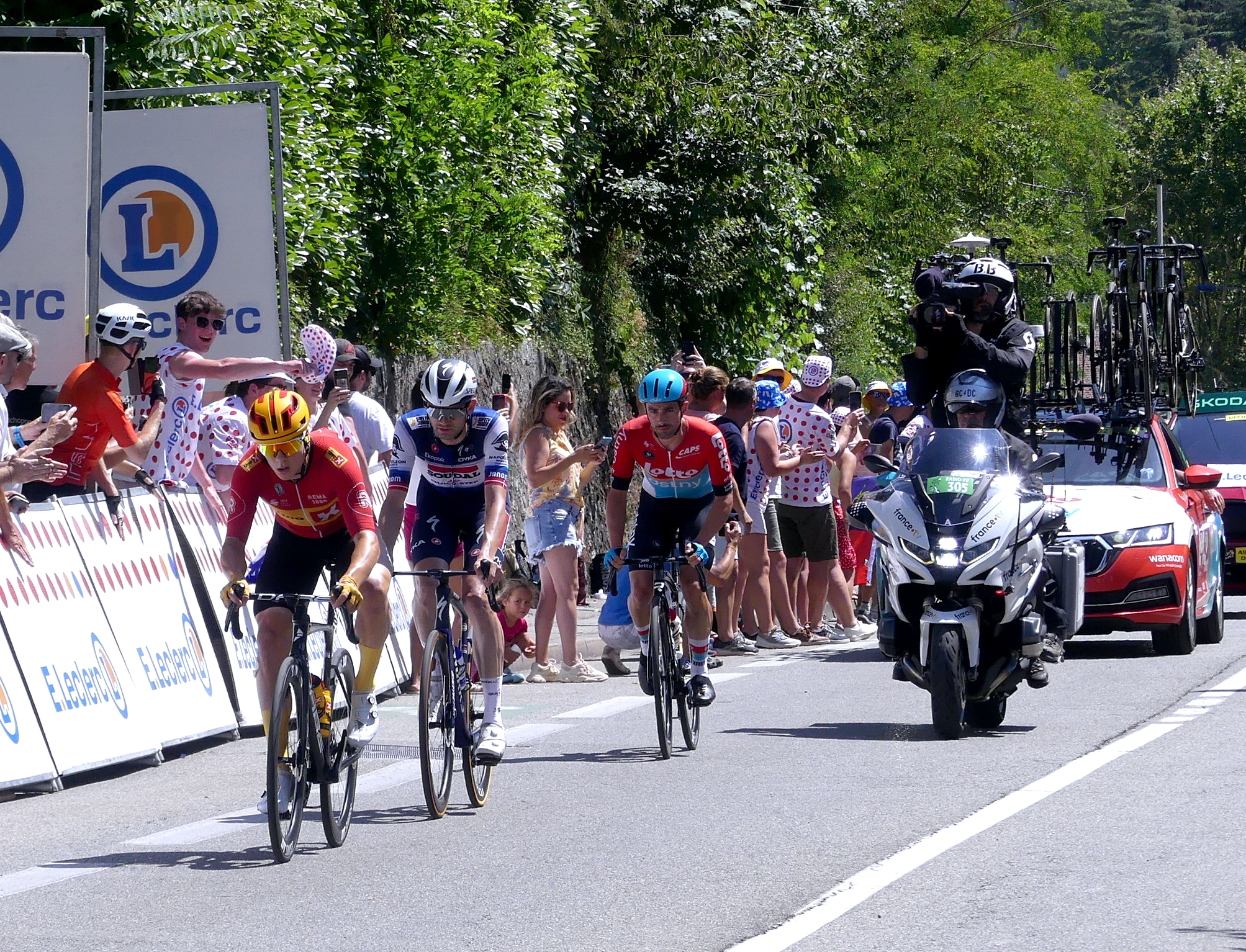
Únik dne v 18. etapě

Úvodní etapa Tour de France 2023 dlouhá 182 km začala v baskickém Bilbau u fotbalového stadionu San Mamés a peloton provedla okolím startovního města. Již 13,5 km po startu cyklisté dosáhli vrcholu Côte de Laukiz (3. kategorie; 2,1 km; 6,6 %). Po průjezdu městy Getxo a Sopela peloton absolvoval nekategorizovaný kopec (4,4 km; 5,2 %) a ihned poté Côte de San Juan dr Gaztelugaxte (3. kategorie; 3,6 km; 7,9 km). V následujícím údolí v Guernice byla umístěna sprinterská prémie. Další kategorizované stoupání bylo Côte de Morga (4. kategorie; 3,8 km; 4,9 %) s vrcholem 41,5 km před cílem. Po sjezdu následovalo další stoupání, Côte de Vivero (2. kategorie; 4,3 km; 7,0%), a krátce poté další stoupání, Côte de Pike (3. kategorie; 2,1 km; 9,4 %), s vrcholem 10 km před cílem. Následoval sjezd a průjezd cílovým Bilbaem, kde byla umístěna i cílová páska, ležící na vrcholu závěrečné kilometrové rampy. Krátce po startu se utvořil únik 5 závodníků, jmenovitě Lilian Calmejane (Intermarché–Circus–Wanty), Pascal Eenkhoorn (Lotto–Dstny), Jonas Gregaard (Uno-X Pro Cycling Team), Valentin Ferron (Team TotalEnergies) a Simon Guglielmi (Arkéa–Samsic). Postupně si vybudovali náskok 2 minut a 30 sekund, ale kvůli vysokému tempu v pelotonu, v němž na čele tahaly týmy jako Alpecin–Deceuninck, Soudal–Quick-Step a Team Jumbo–Visma, byl dojet již 50 km před cílem, ještě před startem Côte de Morga. Na tomto kopci z pelotonu začali odpadat první jezdci, převážně sprinteři. Tempo na Côte de Vivero ze začátku udával Mikkel Bjerg (UAE Team Emirates), ale v polovině stoupání po něm převzal práci Team Jumbo–Visma. Na vrcholu si pro maximum bodů do vrchařské soutěže dojel Neilson Powless (EF Education–EasyPost) a zajistil si puntíkovaný dres pro další etapu. Ve sjezdu z Côte de Vivero spadli Enric Mas (Movistar Team) a Richard Carapaz (EF Education–EasyPost). Zatímco Mas ze závodu odstoupil okamžitě a později bylo odhaleno, že si zlomil pravou lopatku, Carapaz po delším čekání nasedl zpět na kolo a dojel do cíle se ztrátou 15 minut na ostatní favority. Na start druhé etapy nenastoupil, neboť bylo odhaleno, že si nalomil levou čéšku. Na Côte de Pike přijel na čelo tým UAE Team Emirates a začal trhat peloton. Na čele tak těsně před vrcholem zůstal pouze Tadej Pogačar (UAE Team Emirates), Victor Lafay (Cofidis) a Jonas Vingegaard (Team Jumbo–Visma). V následném sjezdu se do čelní skupiny vrátilo několik závodníků, včetně Adama Yatese (UAE Team Emirates), jenž okamžitě poté zaútočil. Na jeho útok zareagoval pouze jeho bratr, Simon Yates (Team Jayco–AlUla). Společně si rychle vybudovali náskok 10 sekund, který postupně vystoupal až na hodnotu 15 sekund. Do stahování se ve stíhací skupině pustila dvojice z Teamu Jumbo–Visma, Sepp Kuss a Wilco Kelderman, ale nebyla schopná se k čelní dvojici jakkoliv přiblížit. V posledním kilometru přijel na čelo Adam, svým tempem postupně odpáral Simona a dojel si pro první etapové vítězství na Grand Tours v kariéře a pro žlutý dres. Simon si 4 sekundy za Adamem dojel pro druhé místo. Sprint stíhací skupiny o třetí místo vyhrál Tadej Pogačar. Do čela bodovací soutěže se dostal Adam Yates, vrchařskou soutěž po etapě vedl Neilson Powless, do bílého dresu pro lídra soutěže mladých jezdců se oblékl Pogačar a úvodním lídrem soutěže týmů se stal Team Jumbo–Visma. Cenu bojovnosti pak dostal Adam Yates.
Druhá etapa Tour, která s délkou 208,9 km byla nejdelší etapou tohoto ročníku, začala ve městě Vitoria-Gasteiz a končila v městě San Sebastián. Úvodních 50 km bylo rovinatých a 40,5 km po startu byla v obci Legutio umístěna sprinterská prémie. Následoval sjezd do údolí, po němž závodníci vystoupali na Col d'Udana (3. kategorie; 4,5 km; 4,9 %) s vrcholem 81,5 km po startu a krátce poté na Côte d'Aztitia (4. kategorie; 2,7 km; 6,0 %) s cílem 87,5 km po startu. Po sjezdu následovala 2 nekategorizovaná stoupání, Larratz-Txindoki (3,1 km; 5,4 %) a Altzo (2,1 km; 7,3 %), po nichž na závodníky čekalo Côte d'Alkiza (3. kategorie; 4,2 km; 5,9 %) s vrcholem 67,8 km před cílem. Další kategorizované stoupání bylo Côte de Gurutze (4. kategorie; 2,5 km; 5,8 %) s vrcholem 34,4 km před cílem. Závodníci poté sjeli do města Irun a následně vystoupali na Jaizkibel (2. kategorie; 8,1 km; 5,2 %), na jehož vrcholu kromě bodů do vrchařské soutěže byly k dispozici i bonusové sekundy pro první 3 závodníky (8-5-2). Do cíle pak zbýval pouze sjezd do cílového města, kde se 4 km před cílem nacházelo poslední nekategorizované stoupání dne, Mirakruz (0,9 km; 4,4 %). Krátce po startu se utvořil tříčlenný únik ve složení Edvald Boasson Hagen (Team TotalEnergies), Rémi Cavagna (Soudal–Quick-Step) a Neilson Powless (EF Education–EasyPost). Postupně si utvořili náskok, jenž dosáhl maximálně 5 minut. Powless, lídr vrchařské soutěže, posbíral maximum bodů na všech vrchařských prémiích. V pelotonu přijel na čelo tým UAE Team Emirates a začal určovat tempo, pomocí něhož odpárali již 80 km před cílem většinu sprinterů. V úniku postupně odpadli Cavagna a Boasson Hagen, díky čemuž na čele zůstal pouze Powless. Na Jaizkibelu začal tempo určovat Team Jumbo–Visma a začal stahovat Powlesse, ale 3 km pod vrcholem přijel na čelo Rafał Majka (UAE Team Emirates) a svým tempem ve skupině favoritů Powlesse rychle dojel. Kilometr pod vrcholem přijel na čelo lídr celkového pořadí Adam Yates (UAE Team Emirates) a ještě více navýšil tempo. Následně si Tadej Pogačar (UAE Team Emirates) na vrcholu dosprintoval pro 8 bonusových sekund, následován Jonasem Vingegaardem (Team Jumbo–Visma) na druhém místě. Této dvojici se podařilo si utvořit náskok až 15 sekund na zbytek startovního pole, ale kvůli neochotě Vingegaarda spolupracovat byli dojeti skupinou dalších 23 závodníků, v níž byl i Vingegaardův týmový kolega, Wout van Aert, jenž byl považován za jednoho z favoritů etapy. Na čelo této skupiny přijel Wilco Kelderman (Team Jumbo–Visma) a začal stanovovat tempo. Postupně stáhnul útoky Pella Bilbaa (Team Bahrain Victorious) ve sjezdu a Emanuela Buchmanna (Bora–Hansgrohe) na rovině. Van Aert si sám pokryl útoky Toma Pidcocka (Ineos Grenadiers) a Mattiase Skjelmose Jensena (Lidl–Trek) v posledních 5 kilometrech. Na útok Victora Lafaye (Cofidis) kilometr před cílem však nikdo nezareagoval. I přes úsilí Keldermana nebyl dojet a oslavil tak své první etapové vítězství na Tour de France a svému týmu vyhrál první etapu na Tour po 15 letech. Frustrovaný van Aert si ze skupiny dosprintoval pro druhé místo, následovaný třetím Pogačarem. Žlutý dres si udržel Adam Yates, do čela bodovací soutěže se posunul Lafay, v čele soutěže vrchařské a mladých jezdců se udrželi Powless a Pogačar, respektive. Na čele soutěže týmů zůstal Team Jumbo–Visma.

Třetí etapa o délce 193,5 km vedla z baskického Amorebieta-Etxano přes hranice do francouzského Bayonne. Krátce po startu čekalo na peloton stoupání Côte de Trabakua (3. kategorie; 4,2 km; 5,7 %). Následoval sjezd a další stoupání, tentokrát Côte de Milloi (4. kategorie; 2,2 km; 5,0 %), s vrcholem 33 km po startu. Ve městě Deba se nacházela sprinterská prémie, která stála u paty kopce Col d'Itziar (3. kategorie; 5,1 km; 4,0 %). Další vrchařská prémie se nacházela na vrcholu Côte d'Orioko Benta (3. kategorie; 5,4 km; 6,1 %) s vrcholem 103 km po startu. Po průjezdu městy San Sebastián a Irun následoval přejezd na francouzské území, kde se do cíle v Bayonne nacházelo několik krátkých nezařazených stoupání, které však neměly zabránit předpokládanému sprinterskému dojezdu. Ze začátku etapy se utvořil únik dne ve složení Neilson Powless (EF Education–EasyPost) a Laurent Pichon (Arkéa–Samsic). Powless si dojel pro maximum bodů na všech vrchařských prémiích a 80 km před cílem si z úniku vystoupil a počkal na peloton. Z hlavní skupiny před sprinterskou prémii nastoupil Victor Lafay (Cofidis) a dojel si pro maximální zbytek dostupných bodů. Zajistil si tak zelený dres i pro následující den. Poté si počkal na peloton a ukončil svůj nástup. Pichon mezitím zůstal sám na čele závodu. Jeho náskok byl postupně redukován sprinterskými týmy v pelotonu. 33 km před cílem pak byl dojet. Na čele pelotonu určovaly tempo týmy Bora–Hansgrohe, Lidl–Trek, Lotto–Dstny a Team Jumbo–Visma. 10 km před cílem pak na čelo přijel tým Soudal–Quick-Step, jenž hlavní skupinu provedl sérií zatáček a kruhových objezdů při vjezdu do cílového Bayonne. 2 km před cílem se po prudké zatáčce dostal na čelo rozjížděcí vlak týmu Alpecin–Deceuninck pro Jaspera Philipsena. Ten dovezl Philipsena do závěrečného sprintu, kde mu zpočátku stačil pouze Wout van Aert (Team Jumbo–Visma), jehož zrychlení však bylo zastaveno mírnou zatáčkou těsně před cílem, v níž ho stihl Philipsen předjet. Ten si dojel pro své třetí vítězství na Tour de France v kariéře. Phil Bauhaus (Team Bahrain Victorious) a Caleb Ewan (Lotto–Dstny) si pak dojeli pro druhé a třetí místo, respektive. Na čele průběžných klasifikací se nic nezměnilo, Pichon v cíli dostal cenu bojovnosti.

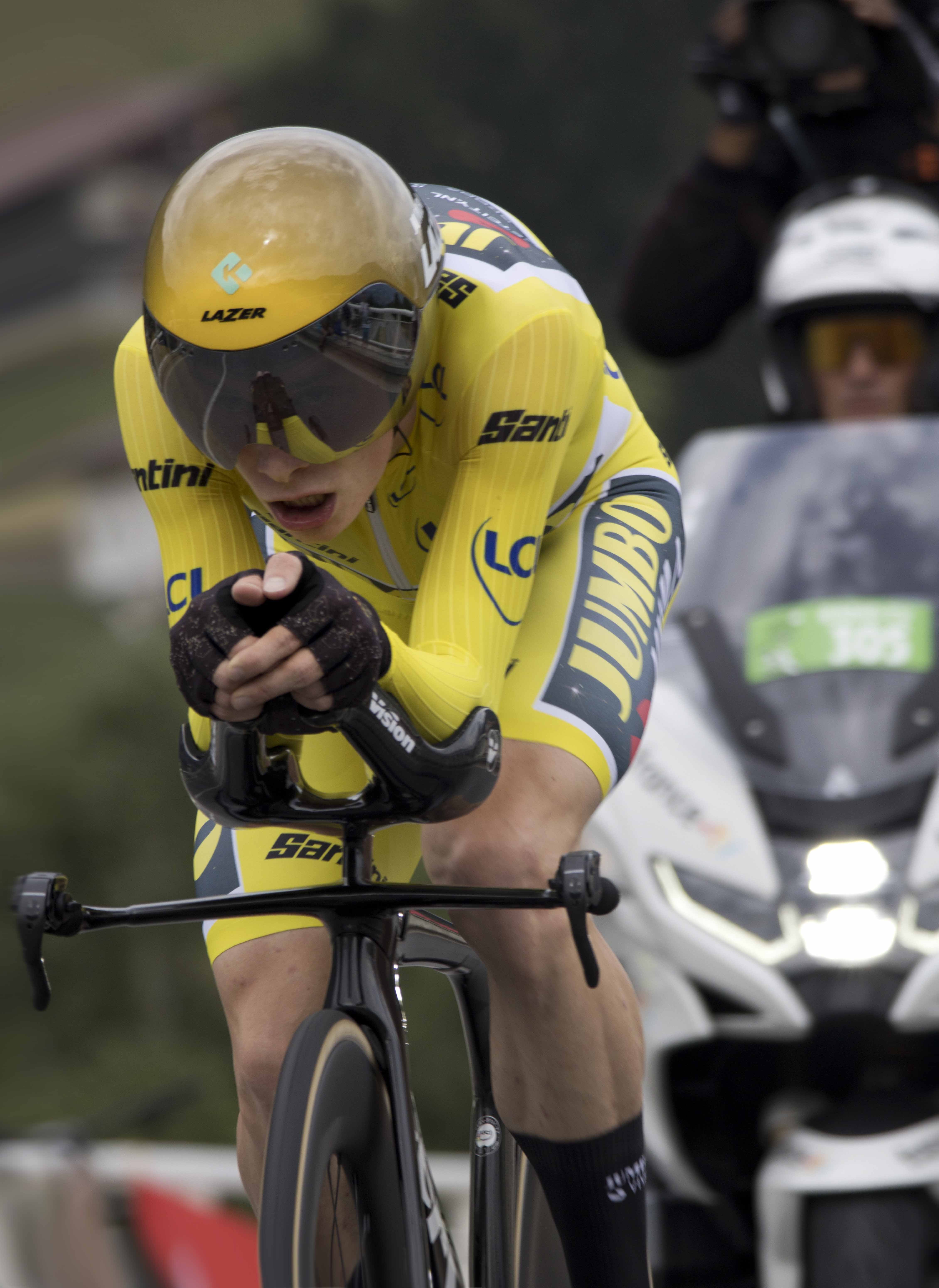
Jonas Vingegaard na trati 16. etapy, kterou vyhrál

## Průběžné pořadí
| Etapa          | Vítěz              | Celkové pořadí   | Bodovací soutěž  | Vrchařská soutěž | Soutěž mladých jezdců | Soutěž týmů             | Cena bojovnosti      |
| -------------- | ------------------ | ---------------- | ---------------- | ---------------- | --------------------- | ----------------------- | -------------------- |
| 1              | Adam Yates         | Adam Yates       | Adam Yates       | Neilson Powless  | Tadej Pogačar         | Team Jumbo–Visma        | Adam Yates           |
| 2              | Victor Lafay       | Adam Yates       | Victor Lafay     | Neilson Powless  | Tadej Pogačar         | Team Jumbo–Visma        | Neilson Powless      |
| 3              | Jasper Philipsen   | Adam Yates       | Victor Lafay     | Neilson Powless  | Tadej Pogačar         | Team Jumbo–Visma        | Laurent Pichon       |
| 4              | Jasper Philipsen   | Adam Yates       | Jasper Philipsen | Neilson Powless  | Tadej Pogačar         | Team Jumbo–Visma        | Benoît Cosnefroy     |
| 5              | Jai Hindley        | Jai Hindley      | Jasper Philipsen | Felix Gall       | Tadej Pogačar         | Team Jumbo–Visma        | Wout van Aert        |
| 6              | Tadej Pogačar      | Jonas Vingegaard | Jasper Philipsen | Neilson Powless  | Tadej Pogačar         | Team Jumbo–Visma        | Wout van Aert        |
| 7              | Jasper Philipsen   | Jonas Vingegaard | Jasper Philipsen | Neilson Powless  | Tadej Pogačar         | Team Jumbo–Visma        | Simon Guglielmi      |
| 8              | Mads Pedersen      | Jonas Vingegaard | Jasper Philipsen | Neilson Powless  | Tadej Pogačar         | Team Jumbo–Visma        | Anthony Turgis       |
| 9              | Michael Woods      | Jonas Vingegaard | Jasper Philipsen | Neilson Powless  | Tadej Pogačar         | Team Bahrain Victorious | Matteo Jorgenson     |
| 10             | Pello Bilbao       | Jonas Vingegaard | Jasper Philipsen | Neilson Powless  | Tadej Pogačar         | Team Bahrain Victorious | Krists Neilands      |
| 11             | Jasper Philipsen   | Jonas Vingegaard | Jasper Philipsen | Neilson Powless  | Tadej Pogačar         | Team Bahrain Victorious | Daniel Oss           |
| 12             | Jon Izagirre       | Jonas Vingegaard | Jasper Philipsen | Neilson Powless  | Tadej Pogačar         | Team Bahrain Victorious | Mathieu van der Poel |
| 13             | Michał Kwiatkowski | Jonas Vingegaard | Jasper Philipsen | Neilson Powless  | Tadej Pogačar         | Ineos Grenadiers        | Michał Kwiatkowski   |
| 14             | Carlos Rodríguez   | Jonas Vingegaard | Jasper Philipsen | Jonas Vingegaard | Tadej Pogačar         | Ineos Grenadiers        | Giulio Ciccone       |
| 15             | Wout Poels         | Jonas Vingegaard | Jasper Philipsen | Giulio Ciccone   | Tadej Pogačar         | Team Jumbo–Visma        | Adrien Petit         |
| 16             | Jonas Vingegaard   | Jonas Vingegaard | Jasper Philipsen | Giulio Ciccone   | Tadej Pogačar         | Team Jumbo–Visma        | neuděleno            |
| 17             | Felix Gall         | Jonas Vingegaard | Jasper Philipsen | Giulio Ciccone   | Tadej Pogačar         | Team Jumbo–Visma        | Felix Gall           |
| 18             | Kasper Asgreen     | Jonas Vingegaard | Jasper Philipsen | Giulio Ciccone   | Tadej Pogačar         | Team Jumbo–Visma        | Victor Campenaerts   |
| 19             | Matej Mohorič      | Jonas Vingegaard | Jasper Philipsen | Giulio Ciccone   | Tadej Pogačar         | Team Jumbo–Visma        | Victor Campenaerts   |
| 20             | Tadej Pogačar      | Jonas Vingegaard | Jasper Philipsen | Giulio Ciccone   | Tadej Pogačar         | Team Jumbo–Visma        | Thibaut Pinot        |
| 21             | Jordi Meeus        | Jonas Vingegaard | Jasper Philipsen | Giulio Ciccone   | Tadej Pogačar         | Team Jumbo–Visma        | neuděleno            |
| Konečné pořadí | Konečné pořadí     | Jonas Vingegaard | Jasper Philipsen | Giulio Ciccone   | Tadej Pogačar         | Team Jumbo–Visma        | Victor Campenaerts   |

- Ve 2. etapě nosil Simon Yates, jenž byl druhý v bodovací soutěži, zelený dres, neboť lídr této klasifikace Adam Yates nosil žlutý dres pro lídra celkového pořadí.
- V 15. etapě nosil Neilson Powless, jenž byl druhý ve vrchařské soutěži, puntíkovaný dres, neboť lídr této klasifikace Jonas Vingegaard nosil žlutý dres pro lídra celkového pořadí.

## Konečné pořadí
| Legenda | Legenda                         | Legenda | Legenda                               |
| ------- | ------------------------------- | ------- | ------------------------------------- |
|         | Označuje lídra celkového pořadí |         | Označuje lídra vrchařské soutěže      |
|         | Označuje lídra bodovací soutěže |         | Označuje lídra soutěže mladých jezdců |
|         | Označuje lídra soutěže týmů     |         | Označuje držitele ceny bojovnosti     |

### Celkové pořadí
| Pořadí                  | Jezdec                           | Tým                      | Čas          |
| ----------------------- | -------------------------------- | ------------------------ | ------------ |
| 1                       | Jonas Vingegaard (DEN)           | Team Jumbo–Visma         | 82h 05' 42"  |
| 2                       | Tadej Pogačar (SLO)              | UAE Team Emirates        | + 7' 29"     |
| 3                       | Adam Yates (GBR)                 | UAE Team Emirates        | + 10' 56"    |
| 4                       | Simon Yates (GBR)                | Team Jayco–AlUla         | + 12' 23"    |
| 5                       | Carlos Rodríguez (ESP)           | Ineos Grenadiers         | + 13' 17"    |
| 6                       | Pello Bilbao (ESP)               | Team Bahrain Victorious  | + 13' 27"    |
| 7                       | Jai Hindley (AUS)                | Bora–Hansgrohe           | + 14' 44"    |
| 8                       | Felix Gall (AUT)                 | AG2R Citroën Team        | + 16' 09"    |
| 9                       | David Gaudu (FRA)                | Groupama–FDJ             | + 23' 08"    |
| 10                      | Guillaume Martin (FRA)           | Cofidis                  | + 26' 30"    |
| Konečné pořadí (11–150) |                                  |                          |              |
| Pořadí                  | Jezdec                           | Tým                      | Čas          |
| 11                      | Thibaut Pinot (FRA)              | Groupama–FDJ             | + 28' 03"    |
| 12                      | Sepp Kuss (USA)                  | Team Jumbo–Visma         | + 37' 32"    |
| 13                      | Tom Pidcock (GBR)                | Ineos Grenadiers         | + 47' 52"    |
| 14                      | Rafał Majka (POL)                | UAE Team Emirates        | + 56' 09"    |
| 15                      | Jonathan Castroviejo (ESP)       | Ineos Grenadiers         | + 56' 37"    |
| 16                      | Chris Harper (AUS)               | Team Jayco–AlUla         | + 57' 29"    |
| 17                      | Ben O'Connor (AUS)               | AG2R Citroën Team        | + 1h 04' 59" |
| 18                      | Wilco Kelderman (NED)            | Team Jumbo–Visma         | + 1h 06' 46" |
| 19                      | Mikel Landa (ESP)                | Team Bahrain Victorious  | + 1h 12' 41" |
| 20                      | Valentin Madouas (FRA)           | Groupama–FDJ             | + 1h 14' 10" |
| 21                      | Emanuel Buchmann (GER)           | Bora–Hansgrohe           | + 1h 15' 44" |
| 22                      | Warren Barguil (FRA)             | Arkéa–Samsic             | + 1h 17' 06" |
| 23                      | Felix Großschartner (AUT)        | UAE Team Emirates        | + 1h 45' 21" |
| 24                      | Tiesj Benoot (BEL)               | Team Jumbo–Visma         | + 1h 46' 55" |
| 25                      | Clément Berthet (FRA)            | AG2R Citroën Team        | + 1h 50' 19" |
| 26                      | Bob Jungels (LUX)                | Bora–Hansgrohe           | + 1h 58' 46" |
| 27                      | Wout Poels (NED)                 | Team Bahrain Victorious  | + 2h 05' 44" |
| 28                      | Jack Haig (AUS)                  | Team Bahrain Victorious  | + 2h 10' 32" |
| 29                      | Mattias Skjelmose Jensen (DEN)   | Lidl–Trek                | + 2h 15' 27" |
| 30                      | Tobias Halland Johannessen (NOR) | Uno-X Pro Cycling Team   | + 2h 15' 33" |
| 31                      | Mathieu Burgaudeau (FRA)         | Team TotalEnergies       | + 2h 21' 13" |
| 32                      | Giulio Ciccone (ITA)             | Lidl–Trek                | + 2h 24' 29" |
| 33                      | Julian Alaphilippe (FRA)         | Soudal–Quick-Step        | + 2h 25' 43" |
| 34                      | Harold Tejada (COL)              | Astana Qazaqstan Team    | + 2h 27' 46" |
| 35                      | Dylan Teuns (BEL)                | Israel–Premier Tech      | + 2h 34' 28" |
| 36                      | Egan Bernal (COL)                | Ineos Grenadiers         | + 2h 38' 16" |
| 37                      | Gorka Izagirre (ESP)             | Movistar Team            | + 2h 38' 53" |
| 38                      | Hugo Houle (CAN)                 | Israel–Premier Tech      | + 2h 42' 05" |
| 39                      | Nick Schultz (AUS)               | Israel–Premier Tech      | + 2h 43' 32" |
| 40                      | Alexej Lucenko (KAZ)             | Astana Qazaqstan Team    | + 2h 43' 33" |
| 41                      | Kevin Geniets (LUX)              | Groupama–FDJ             | + 2h 44' 14" |
| 42                      | Dylan van Baarle (NED)           | Team Jumbo–Visma         | + 2h 46' 05" |
| 43                      | Jonas Gregaard (DEN)             | Uno-X Pro Cycling Team   | + 2h 47' 07" |
| 44                      | Gregor Mühlberger (AUT)          | Movistar Team            | + 2h 49' 22" |
| 45                      | Jon Izagirre (ESP)               | Cofidis                  | + 2h 50' 09" |
| 46                      | Chris Hamilton (AUS)             | Team dsm–firmenich       | + 2h 51' 00" |
| 47                      | Georg Zimmermann (GER)           | Intermarché–Circus–Wanty | + 2h 54' 05" |
| 48                      | Michael Woods (CAN)              | Israel–Premier Tech      | + 2h 54' 47" |
| 49                      | Michał Kwiatkowski (POL)         | Ineos Grenadiers         | + 2h 56' 08" |
| 50                      | Krists Neilands (LAT)            | Israel–Premier Tech      | + 2h 56' 21" |
| 51                      | Clément Champoussin (FRA)        | Arkéa–Samsic             | + 2h 58' 07" |
| 52                      | Alex Aranburu (ESP)              | Movistar Team            | + 3h 02' 59" |
| 53                      | Nelson Oliveira (POR)            | Movistar Team            | + 3h 08' 26" |
| 54                      | Stefan Küng (SUI)                | Groupama–FDJ             | + 3h 08' 29" |
| 55                      | Aurélien Paret-Peintre (FRA)     | AG2R Citroën Team        | + 3h 09' 31" |
| 56                      | Marc Soler (ESP)                 | UAE Team Emirates        | + 3h 09' 56" |
| 57                      | Mathieu van der Poel (NED)       | Alpecin–Deceuninck       | + 3h 11' 24" |
| 58                      | Matthew Dinham (AUS)             | Team dsm–firmenich       | + 3h 13' 32" |
| 59                      | Maxim Van Gils (BEL)             | Lotto–Dstny              | + 3h 17' 49" |
| 60                      | Omar Fraile (ESP)                | Ineos Grenadiers         | + 3h 19' 04" |
| 61                      | Kevin Vermaerke (USA)            | Team dsm–firmenich       | + 3h 24' 20" |
| 62                      | Nils Politt (GER)                | Bora–Hansgrohe           | + 3h 28' 47" |
| 63                      | Quentin Pacher (FRA)             | Groupama–FDJ             | + 3h 33' 43" |
| 64                      | Victor Campenaerts (BEL)         | Lotto–Dstny              | + 3h 34' 58" |
| 65                      | Matis Louvel (FRA)               | Arkéa–Samsic             | + 3h 36' 09" |
| 66                      | Neilson Powless (USA)            | EF Education–EasyPost    | + 3h 37' 30" |
| 67                      | Rui Costa (POR)                  | Intermarché–Circus–Wanty | + 3h 37' 57" |
| 68                      | Anthony Delaplace (FRA)          | Arkéa–Samsic             | + 3h 41' 37" |
| 69                      | Simon Guglielmi (FRA)            | Arkéa–Samsic             | + 3h 41' 48" |
| 70                      | Lars van den Berg (NED)          | Groupama–FDJ             | + 3h 46' 03" |
| 71                      | Rigoberto Uran (COL)             | EF Education–EasyPost    | + 3h 50' 15" |
| 72                      | Matej Mohorič (SLO)              | Team Bahrain Victorious  | + 3h 51' 05" |
| 73                      | Nans Peters (FRA)                | AG2R Citroën Team        | + 3h 53' 06" |
| 74                      | Juan Pedro López (ESP)           | Lidl–Trek                | + 3h 54' 39" |
| 75                      | Pierre Latour (FRA)              | Team TotalEnergies       | + 3h 55' 25" |
| 76                      | Oliver Naesen (BEL)              | AG2R Citroën Team        | + 3h 56' 45" |
| 77                      | Lilian Calmejane (FRA)           | Intermarché–Circus–Wanty | + 4h 01' 43" |
| 78                      | Marco Haller (AUT)               | Bora–Hansgrohe           | + 4h 02' 37" |
| 79                      | Jasper Stuyven (BEL)             | Lidl–Trek                | + 4h 03' 24" |
| 80                      | Christophe Laporte (FRA)         | Team Jumbo–Visma         | + 4h 05' 47" |
| 81                      | Stan Dewulf (BEL)                | AG2R Citroën Team        | + 4h 07' 42" |
| 82                      | Patrick Konrad (AUT)             | Bora–Hansgrohe           | + 4h 07' 43" |
| 83                      | Alberto Bettiol (ITA)            | EF Education–EasyPost    | + 4h 08' 58" |
| 84                      | Lawson Craddock (USA)            | Team Jayco–AlUla         | + 4h 12' 31" |
| 85                      | Jonas Abrahamsen (NOR)           | Uno-X Pro Cycling Team   | + 4h 13' 32" |
| 86                      | Tony Gallopin (FRA)              | Lidl–Trek                | + 4h 14' 49" |
| 87                      | Kasper Asgreen (DEN)             | Soudal–Quick-Step        | + 4h 15' 09" |
| 88                      | Daniel Oss (ITA)                 | Team TotalEnergies       | + 4h 16' 19" |
| 89                      | Valentin Ferron (FRA)            | Team TotalEnergies       | + 4h 19' 15" |
| 90                      | Corbin Strong (NZL)              | Israel–Premier Tech      | + 4h 21' 21" |
| 91                      | Pascal Eenkhoorn (NED)           | Lotto–Dstny              | + 4h 21' 55" |
| 92                      | Fred Wright (GBR)                | Team Bahrain Victorious  | + 4h 22' 51" |
| 93                      | Nathan Van Hooydonck (BEL)       | Team Jumbo–Visma         | + 4h 24' 04" |
| 94                      | Anthony Turgis (FRA)             | Team TotalEnergies       | + 4h 24' 22" |
| 95                      | Torstein Træen (NOR)             | Uno-X Pro Cycling Team   | + 4h 26' 27" |
| 96                      | Magnus Cort (DEN)                | EF Education–EasyPost    | + 4h 32' 15" |
| 97                      | Jasper Philipsen (BEL)           | Alpecin–Deceuninck       | + 4h 32' 46" |
| 98                      | Bryan Coquard (FRA)              | Cofidis                  | + 4h 33' 15" |
| 99                      | Anthon Charmig (DEN)             | Uno-X Pro Cycling Team   | + 4h 34' 51" |
| 100                     | Edvald Boasson Hagen (NOR)       | Team TotalEnergies       | + 4h 37' 58" |
| 101                     | Benoît Cosnefroy (FRA)           | AG2R Citroën Team        | + 4h 39' 22" |
| 102                     | Vegard Stake Laengen (NOR)       | UAE Team Emirates        | + 4h 40' 23" |
| 103                     | Mike Teunissen (NED)             | Intermarché–Circus–Wanty | + 4h 41' 35" |
| 104                     | Yves Lampaert (BEL)              | Soudal–Quick-Step        | + 4h 42' 36" |
| 105                     | Mads Pedersen (DEN)              | Lidl–Trek                | + 4h 43' 50" |
| 106                     | Rémi Cavagna (FRA)               | Soudal–Quick-Step        | + 4h 44' 01" |
| 107                     | Matteo Trentin (ITA)             | UAE Team Emirates        | + 4h 44' 34" |
| 108                     | Rasmus Tiller (NOR)              | Uno-X Pro Cycling Team   | + 4h 46' 38" |
| 109                     | Simon Clarke (AUS)               | Israel–Premier Tech      | + 4h 50' 33" |
| 110                     | Andrey Amador (CRI)              | EF Education–EasyPost    | +4h 54' 07"  |
| 111                     | Dion Smith (NZL)                 | Intermarché–Circus–Wanty | + 4h 54' 13" |
| 112                     | Luka Mezgec (SLO)                | Team Jayco–AlUla         | + 4h 56' 32" |
| 113                     | Quinten Hermans (BEL)            | Alpecin–Deceuninck       | + 4h 58' 42" |
| 114                     | Jonas Rickaert (BEL)             | Alpecin–Deceuninck       | + 5h 00' 23" |
| 115                     | Alex Kirsch (LUX)                | Lidl–Trek                | + 5h 00' 55" |
| 116                     | Danny van Poppel (NED)           | Bora–Hansgrohe           | + 5h 01' 34" |
| 117                     | Christopher Juul-Jensen (DEN)    | Team Jayco–AlUla         | + 5h 04' 45" |
| 118                     | Tim Declercq (BEL)               | Soudal–Quick-Step        | + 5h 05' 18" |
| 119                     | Dries Devenyns (BEL)             | Soudal–Quick-Step        | + 5h 06' 37" |
| 120                     | Florian Vermeersch (BEL)         | Lotto–Dstny              | + 5h 06' 38" |
| 121                     | Nikias Arndt (GER)               | Team Bahrain Victorious  | + 5h 08' 07" |
| 122                     | Søren Kragh Andersen (DEN)       | Alpecin–Deceuninck       | + 5h 08' 38" |
| 123                     | Mikkel Bjerg (DEN)               | UAE Team Emirates        | + 5h 09' 02" |
| 124                     | Laurent Pichon (FRA)             | Arkéa–Samsic             | + 5h 10' 04" |
| 125                     | Biniam Girmay (ERI)              | Intermarché–Circus–Wanty | + 5h 10' 20" |
| 126                     | Guillaume Boivin (CAN)           | Israel–Premier Tech      | + 5h 11' 01" |
| 127                     | Peter Sagan (SVK)                | Team TotalEnergies       | + 5h 14' 17" |
| 128                     | Jenthe Biermans (BEL)            | Arkéa–Samsic             | + 5h 14' 24" |
| 129                     | Silvan Dillier (SUI)             | Alpecin–Deceuninck       | + 5h 15' 06" |
| 130                     | Luke Durbridge (AUS)             | Team Jayco–AlUla         | + 5h 16' 18" |
| 131                     | Olivier Le Gac (FRA)             | Groupama–FDJ             | + 5h 17' 09" |
| 132                     | Luca Mozzato (ITA)               | Arkéa–Samsic             | + 5h 17' 22" |
| 133                     | Michael Gogl (AUT)               | Alpecin–Deceuninck       | + 5h 19' 44" |
| 134                     | Alexander Kristoff (NOR)         | Uno-X Pro Cycling Team   | + 5h 23' 51" |
| 135                     | Gianni Moscon (ITA)              | Astana Qazaqstan Team    | + 5h 23' 59" |
| 136                     | Jasper De Buyst (BEL)            | Lotto–Dstny              | + 5h 27' 04" |
| 137                     | Dylan Groenewegen (NED)          | Team Jayco–AlUla         | + 5h 27' 21" |
| 138                     | Nils Eekhoff (NED)               | Team dsm–firmenich       | + 5h 33' 18" |
| 139                     | Jordi Meeus (BEL)                | Bora–Hansgrohe           | + 5h 33' 51" |
| 140                     | Søren Wærenskjold (NOR)          | Uno-X Pro Cycling Team   | + 5h 33' 52" |
| 141                     | Elmar Reinders (NED)             | Team Jayco–AlUla         | + 5h 35' 17" |
| 142                     | Axel Zingle (FRA)                | Cofidis                  | + 5h 39' 23" |
| 143                     | Adrien Petit (FRA)               | Intermarché–Circus–Wanty | + 5h 41' 56" |
| 144                     | Sam Welsford (AUS)               | Team dsm–firmenich       | + 5h 42' 20" |
| 145                     | John Degenkolb (GER)             | Team dsm–firmenich       | + 5h 44' 09" |
| 146                     | Alex Edmondson (AUS)             | Team dsm–firmenich       | + 5h 44' 39" |
| 147                     | Frederik Frison (BEL)            | Lotto–Dstny              | + 5h 55' 20" |
| 148                     | Jevgenij Fjodorov (KAZ)          | Astana Qazaqstan Team    | + 5h 56' 37" |
| 149                     | Cees Bol (NED)                   | Astana Qazaqstan Team    | + 5h 57' 44" |
| 150                     | Michael Mørkøv (DEN)             | Soudal–Quick-Step        | + 6h 07' 11" |

### Bodovací soutěž
| Pořadí | Jezdec                  | Tým                     | Body |
| ------ | ----------------------- | ----------------------- | ---- |
| 1      | Jasper Philipsen (BEL)  | Alpecin–Deceuninck      | 377  |
| 2      | Mads Pedersen (DEN)     | Lidl–Trek               | 258  |
| 3      | Bryan Coquard (FRA)     | Cofidis                 | 203  |
| 4      | Tadej Pogačar (SLO)     | UAE Team Emirates       | 186  |
| 5      | Jonas Vingegaard (DEN)  | Team Jumbo–Visma        | 128  |
| 6      | Kasper Asgreen (DEN)    | Soudal–Quick-Step       | 125  |
| 7      | Jordi Meeus (BEL)       | Bora–Hansgrohe          | 123  |
| 8      | Matej Mohorič (SLO)     | Team Bahrain Victorious | 106  |
| 9      | Pello Bilbao (ESP)      | Team Bahrain Victorious | 103  |
| 10     | Dylan Groenewegen (NED) | Team Jayco–AlUla        | 95   |

### Vrchařská soutěž
| Pořadí | Jezdec                           | Tým                    | Body |
| ------ | -------------------------------- | ---------------------- | ---- |
| 1      | Giulio Ciccone (ITA)             | Lidl–Trek              | 105  |
| 2      | Felix Gall (AUT)                 | AG2R Citroën Team      | 92   |
| 3      | Jonas Vingegaard (DEN)           | Team Jumbo–Visma       | 89   |
| 4      | Neilson Powless (USA)            | EF Education–EasyPost  | 58   |
| 5      | Tadej Pogačar (SLO)              | UAE Team Emirates      | 55   |
| 6      | Simon Yates (GBR)                | Team Jayco–AlUla       | 44   |
| 7      | Tobias Halland Johannessen (NOR) | Uno-X Pro Cycling Team | 38   |
| 8      | Jai Hindley (AUS)                | Bora–Hansgrohe         | 31   |
| 9      | Michał Kwiatkowski (POL)         | Ineos Grenadiers       | 30   |
| 10     | Mattias Skjelmose Jensen (DEN)   | Lidl–Trek              | 29   |

### Soutěž mladých jezdců
| Pořadí | Jezdec                           | Tým                    | Čas          |
| ------ | -------------------------------- | ---------------------- | ------------ |
| 1      | Tadej Pogačar (SLO)              | UAE Team Emirates      | 82h 13' 11"  |
| 2      | Carlos Rodríguez (ESP)           | Ineos Grenadiers       | + 5' 48"     |
| 3      | Felix Gall (AUT)                 | AG2R Citroën Team      | + 8' 40"     |
| 4      | Tom Pidcock (GBR)                | Ineos Grenadiers       | + 40' 23"    |
| 5      | Mattias Skjelmose Jensen (DEN)   | Lidl–Trek              | + 2h 07' 58" |
| 6      | Tobias Halland Johannessen (NOR) | Uno-X Pro Cycling Team | + 2h 08' 04" |
| 7      | Mathieu Burgaudeau (FRA)         | Team TotalEnergies     | + 2h 13' 44" |
| 8      | Clément Champoussin (FRA)        | Arkéa–Samsic           | + 2h 50' 38" |
| 9      | Matthew Dinham (AUS)             | Team DSM–Firmenich     | + 3h 06' 03" |
| 10     | Maxim Van Gils (BEL)             | Lotto–Dstny            | + 3h 10' 20" |

### Soutěž týmů
| Pořadí | Tým                     | Čas          |
| ------ | ----------------------- | ------------ |
| 1      | Team Jumbo–Visma        | 247h 26' 17" |
| 2      | UAE Team Emirates       | + 7' 13"     |
| 3      | Team Bahrain Victorious | + 22' 01"    |
| 4      | Ineos Grenadiers        | + 26' 36"    |
| 5      | Groupama–FDJ            | + 50' 44"    |
| 6      | AG2R Citroën Team       | + 1h 44' 24" |
| 7      | Bora–Hansgrohe          | + 1h 58' 32" |
| 8      | Team Jayco–AlUla        | + 3h 14' 57" |
| 9      | Israel–Premier Tech     | + 4h 27' 13" |
| 10     | Movistar Team           | + 4h 31' 50" |